# Àlvar V del Congo
Álvaro V Mpanzu a Nimi va ser un manikongo del regne del Congo del 27 de febrer al 14 d'agost de 1636
Formava part del kanda Kimpanzu. Era cosí dels monarques fundadors del kanda Kinlaza que governaria el regne fins a la Guerra Civil Congo. El rei Álvaro V va prendre el poder després de l'enverinament del jove rei Álvaro IV. El rei Álvaro V estava gelós del poder creixent i l'estatus del futur Álvaro VI i el seu germà. Va aixecar un exèrcit contra ells i va ser derrotat. Els germans el van salvar i li van permetre continuar com a rei. Sis mesos més tard, el rei va fer un segon intent, però va ser assassinat i el tron va passar al rei Álvaro VI de la casa Kinlaza.